# خانوویتسه
خانوویتسه (به چکی: Chanovice) یک منطقهٔ مسکونی در جمهوری چک است که در ناحیه کلاتووی واقع شده‌است. خانوویتسه ۱۹٫۶۷ کیلومتر مربع مساحت و ۷۳۳ نفر جمعیت دارد و ۵۴۸ متر بالاتر از سطح دریا واقع شده‌است.

## خواهرخوانده
شهر Cigole خواهرخواندهٔ خانوویتسه هست.